# Balthasar Meisner

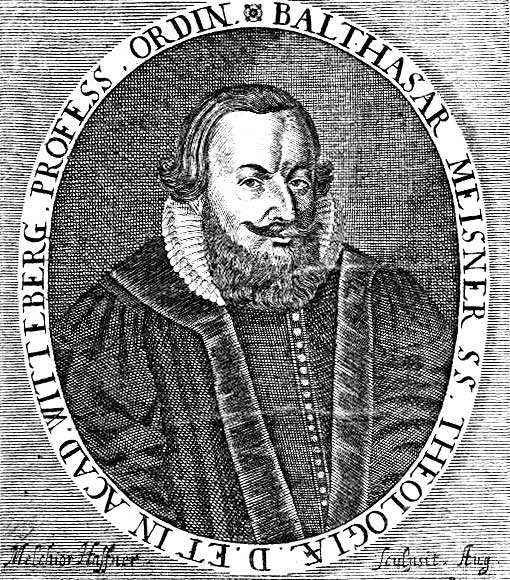
Balthasar Meisner

Balthasar Meisner, auch: Meißner (* 3. Februar 1587 in Dresden; † 29. Dezember 1626 in Wittenberg) war ein deutscher evangelisch-lutherischer Theologe und Ethiker.

## Leben
Meisner war der Sohn des gleichnamigen Dresdner Predigers Balthasar Meißner d. Ä. (* 24. Mai 1556 in Axien; † 1. Mai 1623 in Dresden) und seiner Frau Anna (* 1565; † 1630 in Dresden), einer Tochter des kurfürstlichen Hofdieners Franziskus Krantz. Er konnte sich nach dem Unterricht durch Privatlehrer und den Besuch der Stadtschule seiner Heimatstadt, im Juni 1602 an der Universität Wittenberg immatrikulieren. Unterstützt durch ein kurfürstliches Stipendium fand er in Wittenberg Aufnahme im Haus des Ägidius Hunnius der Ältere, der sein Förderer wurde. Zunächst absolvierte Meisner ein Studium an der philosophischen Fakultät, wo er zum Abschluss des Studiums der freien Künste am 27. März 1604 den akademischen Grad eines Magisters erwarb und sich theologischen Studien widmete.
Nachdem er in Wittenberg neben Vorlesungen seines Förderers auch die von Jakob Martini und Leonhard Hutter besucht hatte, beteiligte er sich selbst an Vorlesungen und erlangte solches Ansehen, dass am 1. Mai 1608 er als Adjunkt in die philosophische Fakultät aufgenommen wurde. Zu weiteren Studien begab er sich an die neu gegründete Universität Gießen, am 11. April 1609 an die Universität Straßburg, im Oktober an die Universität Basel und die Universität Tübingen. Als 1611 die Professur für Ethik und Politik an der philosophischen Fakultät vakant wurde, konnte diese Meisner auf Vermittlung Matthias Hoë von Hoënegg und seines Vaters erhalten.
Während der Zeit seiner Ethikprofessur wurde er hauptsächlich durch seine noch als Schulphilosoph begonnene Philosophia sobria bekannt. Das Werk enthält Grundsätzliches zum Verhältnis von Theologie und Philosophie. Wobei er die Kunst des richtigen Denkens in den Dienst des rechten Glaubens stellte. Dennoch sollte seine Ethikprofessur nur eine Übergangslösung zu einer Professur an der höheren theologischen Fakultät werden. Schon mit seiner Berufung zum Ethikprofessor erhielt Meisner von Kurfürst Johann Georg I. von Sachsen die Erlaubnis, neben seinen Ethikvorlesungen auch in der Theologie zu disputieren. Er gestattete ihm daher den Lizenziatengrad der Theologie zu erlangen. Daraufhin erwarb er sich diesen am 22. November 1611, promovierte am 21. Januar 1612 zum Doktor der Theologie und rückte 1613 auf die theologische Professur von Johannes Förster auf. Damit verbunden wurde er Ephorus der kurfürstlichen Stipendiaten und wirkte als Prediger an der Wittenberger Schlosskirche.
Von nun an widmete er sich den kirchlichen Zeitfragen ausgiebig und stellte sich den Widersachern der Lutherischen Orthodoxie. Während seiner Zeit erfuhr diese durch ihn eine weitere Professionalisierung, was sich in der Ausbildung des Pfarrstandes niederschlug. Dies reflektierte sich im Streit mit dem Helmstedter Gelehrten Cornelius Martini, der den irenischen Standpunkt Georg Calixts vertrat. Dabei entwickelte er die religiöse lutherische Frömmigkeit weiter, indem er die Mystik verinnerlichte und sie wirksam mit der Ethik verband. Von diesem Standpunkt agierend trat er den Sozinianern entgegen, deren Rationalismus er bekämpfte. Er bestritt in diesem Kontext deren Vorwurf, dass die lutherische Orthodoxie keine Basis für eine aus dem Herzen tragende Frömmigkeit böte, und wurde so als Gegner der in Helmstedt und Gießen florierenden protestantischen Metaphysik ein herausragender Vertreter der orthodoxen lutherischen Theologie.
Trotz seiner theologischen Auseinandersetzungen beteiligte er sich aktiv an der organisatorischen Gestaltung des Universitätslebens. So war er in den Jahren 1614/15, 1616/17, 1618, 1620, 1622, 1624, 1626, sieben Mal Dekan der theologischen Fakultät. Zudem wurde er in den Jahren 1614/15, 1620/21 und 1626/27 zum Rektor der Alma Mater gewählt. Während seiner letzten Amtszeit verstarb er und wurde am 2. Januar 1627 in der Schlosskirche Wittenberg beigesetzt, wo ihm ein Epitaph errichtet wurde.

## Familie
Am 21. Januar 1612 ging er in Wittenberg eine Ehe mit Magdalena Person ein, der Tochter des Wittenberger Professors für Rechtswissenschaften Ludwig Person. Aus dieser 15-jährigen Verbindung gingen neun Kinder hervor. Davon überlebten drei Söhne und eine Tochter ihren Vater. Zudem war seine Frau zum Zeitpunkt seines Todes schwanger. Von den Kindern ist bekannt:
1. To. Magdalena Meisner (~ Januar 1613 in Wittenberg)
2. So. Balthasar Meisner (~ Mai 1614 in Wittenberg; begr. 14. Dezember 1640 ebenda) 23. Januar 1621 immat. UWB, Mag. 29. März 1631, Mag. legens 14. Juli 1635, Adj. d. phil Fak 18. Oktober 1637, ertrank im Sumpf bei Kemberg, wurde am 14. Dezember 1640 in Wittenberg begraben
3. So. Ludwig Meisner (~ 2. Januar 1617 in Wittenberg)
4. So. Gottfried Meisner (* 13. November, ~ 14. November 1618 in Wittenberg; † 3. August 1690 in Großenhain, begr. Uebigau) Superintendent in Großenhain;
5. To. Anna Magdalena Meisner (~ 18. Juni 1620 in Wittenberg)
6. To. Anna Maria Meisner (~ 4. Dezember 1621 in Wittenberg)
7. So. Daniel Meisner (~ 17. Dezember 1622 in Wittenberg)
8. To. Charitas Meisner (* ~ 23. Januar 1624 in Wittenberg; † 5. April 1657 in Zeitz) verh. 1642 Enoch Himmel Dr. und Superintendent in Torgau und hatte mit diesem 4 Kinder
9. So. Daniel Meisner (* 8. Juli 1625 in Wittenberg, ~ 10. Juli 1625 in Wittenberg; † 1684 Schmiedeberg) Pfr. Schmiedeberg verh. 1. November 1653 in Großenhain mit Sara Ritter, die Tochter Pfarrers in Mühlberg/Elbe Valentin Ritter und dessen Frau Christiane Prellhus

## Werke (Auswahl)
- Disputatio de natura Metaphysicae. (Resp. Friedrich Faber) Gormann, Wittenberg 1606. (Digitalisat)
- Philosophia sobria, hoc est pia consideratio quaestionum philosophicarum in controversiis theologicis, quas Calviniani moverunt Orthodoxis, subinde occurrentium. Gießen 1611, 1655. (Teil 1, 2. Ausg. 1615), (Sectio secunda), (Teil 3 1655)
- Dissertatio de summo bono, cui praemissa sunt praecognita ethica et annexa coronis de virtute. Richter, Wittenberg 1614. (Digitalisat)
- Dissertatio de legibus, in quatuor libellos distributa. Raabe, Wittenberg 1616. (Digitalisat)
- Anthropologias Sacrae, in qua status naturae humanae, et eo spectantes articuli exponuntur, decas I-III. Ledertz, Mömpelgard 1619. (Digitalisat Band 1), (Band 2), (Band 3)
- Brevis Consideratio Theologiæ Photinianæ, Prout eam Faustus Socinus descripsit in libello suasorio, cui titulus: Quod Evangelici omnino deberent se illorum coetui adjungere, qui falso Ariani atque Ebionitæ vocentur. Richter, Wittenberg 1619. (Digitalisat)
- Quaestiones vexatae: I. An semper in forma syllogistica de rebus theologicis disputandum sit? II. An Christus tempore mortis verus homo fuerit? III. An Christus pro finali etiam impoenitentia satis fecerit? IV. An peccatum originis formaliter sit … Meys, Plauen 1678. (Digitalisat)
- Brevis Admonitio De Magistri Cornelii Martini ... Maledicentia, Iniquitate Et In Logicis suis Legibus observandis Negligentia, Quam in iterata ventilatione Quaestionis, An semper in forma syylogistica de rebus Theologicis disputandum sit. Matthäus, Wittenberg 1621. (Digitalisat), (Ausg. 1678)
- Tertia pars Philosophiae sobriae, 1623. 1655
- Christologias sacrae disputationes L. Certis titulis notatae, accuratiore methodo inclusae, subque praesido Dn. Balthasaris Meisneri S. S. Theol. D.&P.P. in privato collegio ad disputandum propositae,&habitae in auditorio minori. Gormann, Wittenberg 1624. (Digitalisat)
- Disputatio Inauguralis De Fidei Iustificantis 1. Appellationibus, 2. Partibus, 3. Causa efficiente ...: Photinianorum & Pontificiorum erroribus opposita. Gormann, Wittenberg 1613. (Digitalisat)
- Disputatio de Calvinismo fugiendo, ob principium ejus incertum, quod est rationis speculatio. Gormann, Wittenberg 1614. (Digitalisat)
- Pia Desideria ; Paulo ante beatum obitum ab ipso manifestata & delineata, ac insimul Consilia Theologica, de quibusdam Defectibus in & ab Ecclesiis Evangelicorum. Zunner, Frankfurt am Main 1679. (Digitalisat)
- Praestantia ac dignitate Christiani oratio : Cum annexa Disputatione D. Arnoldi Mengringii De Impedimentis Conversionis Et Salutis Humanae. Addit insuper habentur Francisci Lamberti Commentarii De Prophetandi Ratione, cum nonnullis aliis eo facientibus, et Commendatione doctrinae Christianae in Scholis tradendae. Heinichen, Leipzig 1693.

für weitere siehe Zedler